# Jeremias Lossius
Jeremias Lossius (* 14. April 1643 in Borna; † 3. November 1684 in Wittenberg) war ein deutscher Mediziner.

## Leben
Jeremias wurde als Sohn des Superintendenten in Borna Jacob Lossius und dessen Frau Maria (geb. Krause) geboren. Nach anfänglich Ausbildung an seinem Geburtsort, frequentierte Lossius vom 10. März 1657 bis zum 14. Juli 1662 die kurfürstlich sächsische Landesschule St. Augustin in Grimma. Im Sommersemester 1652 bezog er die Universität Leipzig, wo Jacob Thomasius einen prägenden Einfluss auf den jungen Studenten ausübte. An der Leipziger Hochschule erwarb er sich am 22. November 1662 das Baccalaurat der Philosophie und am 27. Januar 1664 den philosophischen Magistergrad. Im Anschluss an seine philosophische Grundbildung, wechselte er im Sommersemester 1664 an die Universität Jena. Hier absolvierte er bei Werner Rolfinck und Johann Theodor Schenck seine medizinische Ausbildung. In Jena wurde er Adjunkt an der philosophischen Fakultät und erwarb sich das Baccalaurat der Medizin. Nach Leipzig zurückgekehrt, hielt er am 16. März 1666 seine Inauguraldissertation zum Lizentiaten der Medizin mit dem Titel "De Utero Prolapsu" ab und wurde am 5. Mai 1666 zum Doktor der Medizin promoviert. 
Aufgrund widriger Verhältnisse in Leipzig, wechselte er als Arzt nach Wittenberg, wo er sich am 27. Dezember 1668 in die Matrikel der Universität Wittenberg eintrug. 1671 bemühte sich Lossius beim sächsischen Kurfürsten Johann Georg III. darum, sich am Disputationsbetrieb der Wittenberger Hochschule zu beteiligen und erhielt in der Folge 1673 eine außerordentliche Professur an der medizinischen Fakultät. Als solchen oblag ihm die Studenten mit Grundlagen des medizinischen Studiums vertraut zu machen und sich am Disputationsbetrieb der Hochschule zu beteiligen. Nach einigen Misshelligkeiten, gelangte er am 14. Dezember 1680 zur ordentlichen Professur der Anatomie und Botanik an der Leucorea. In dieser Funktion oblag ihm die Aufsicht über den botanischen Garten, er unternahm Vorlesungen zu Chemie und er konnte praktische Sektionen durchführen. Zudem wurde er Landphysikus des Kurkreises, der Ämter Schweinitz, Belzig und Seyda. Sein Leichnam wurde am 9. November 1684 in Wittenberg beigesetzt.

## Familie
Lossius verheiratete sich (1671?) mit Martha Euphrosyna (geb. Marold, * 1641 in Gotha; † 13. Oktober 1686 in Wittenberg), die Tochter des seit 1631 in Gotha wirkenden Kantors Veit (Vitus) Theodor (Dietrich) Marold (* 1603 in Schmalkalden; † 6. März 1666 in Gotha), der Witwe des Superintendenten in Crimmitzschau David Triller. Aus der Ehe stammen die Töchter Johanna Eleonora Loss, Euphrosyna Sophia Loss, Dorothea Magdalena Loss, welche sich am 21. Oktober 1698 mit dem Theologen Jeremias Deutschmann verehelichte, und Catharina Elisabeth Loss, sowie der Sohn Carl Friedrich Loss.